# Atanor

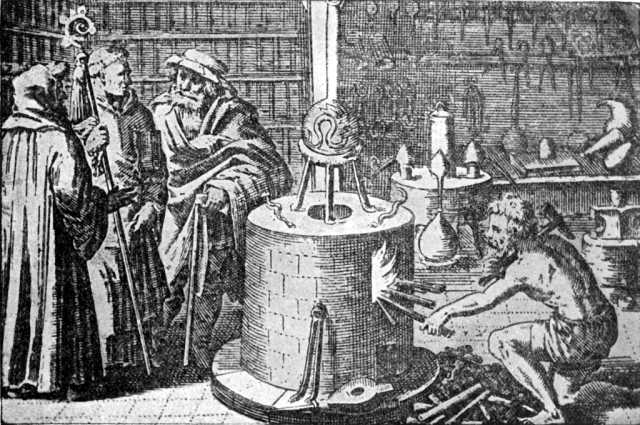
Atanor en un laboratori alquímic

Un atanor, en alquímia (també anomenat Piger Henricus i forn filosofal), és un forn usat per transmetre calor a la digestió alquímica, elaborat a fi de mantenir una temperatura uniforme. El terme fou utilitzat per primer cop per Ramon Llull al seu Elucidatio Testamenti R. Lulli.
L'atanor és l'instrument bàsic de l'alquimista i el concepte s'usa tan sols per designar aquest forn específic.
El forn alquímic, segons la descripció que en fa l'alquimista Geber, ha de ser «quadrat, de quatre peus de longitud, tres d'amplada i parets de mig peu de gruix». Els materials per ser calcinats s'han de col·locar dins del forn en cassoles d'argila com més resistents millor, fetes amb «l'argila que s'empra per a la formació de gresols, per tal que puguin resistir la força del foc, fins i tot fins a la combustió total de la cosa que es pretén calcinar».